# Paraheminodus longirostralis
Paraheminodus longirostralis és una espècie de peix pertanyent a la família dels peristèdids.

## Descripció
- Fa 13,7 cm de llargària màxima.
- Cos fusiforme i cobert de plaques òssies.
- Nombre de vèrtebres: 33-34.[3]

## Hàbitat
És un peix marí, bentopelàgic i de clima subtropical (21°S-22°S, 167°E-168°W) que viu entre 412 i 467 m de fondària.

## Distribució geogràfica
Es troba al Pacífic: Nova Caledònia.

## Observacions
És inofensiu per als humans.